# 최영애-김용옥 표기법
최영애-김용옥 표기법은 최영애와 김용옥이 만든 외래어 표기법이다. 시케이시스템(C.K.System)이라고도 하며, 중국어와 일본어 표기법이 있다. 음성적 표기(phonetic transcription)가 아니라 음소적 표기(phonemic transcription)를 사용한다. 세계적으로 음소적 표기가 아닌 음성적 표기를 사용하는 국가는 한국밖에 없기 때문이다.
김용옥은 부인이자 중국어학자인 최영애와 함께 1983년에 씨케이시스템을 만들고 이를 저서 《동양학 어떻게 할 것인가?》에 공개하면서 원음주의 표기법을 주장했다. 문교부 고시 제85-11호가 1986년에 고시된 것을 생각해보면 상당히 빠른 편이라 할 수 있다. 그는 하바드 옌칭 연구소의 경험을 살려 동양학의 방법론을 구축하고자 했으며 용어에 대한 올바른 정립이 없으면 이후 학문의 토대가 닦일 수 없다는 주장을 펼쳤다. 그리고 그 명확한 용어의 번역, 구축을 위해 일본어와 중국어 표기법을 만든 것이다. 김용옥은 민족문화추진회의 한국고전국역사업을 지원하였고, 그 기관이 한국고전번역원으로 승격되는 데 헌신적 노력을 하였다.

## 같이 보기
- 최영애-김용옥 일본어 표기법
- 최영애-김용옥 중국어 표기법
- 김용옥